# 性病学
性病学（英語：Venereology）是研究和治疗性传播疾病的医学分支。性病学这个词语来源于古罗马女神维纳斯，她主宰爱情、美丽和生育能力。性病专科医生被称为性病学家。在世界许多国家和地区，性病学专科通常属皮肤病学科。
性病包括细菌、病毒、真菌和寄生虫感染。一些重要的疾病如：艾滋病毒感染、梅毒、淋病、念珠菌症、单纯疱疹、人类乳头瘤病毒感染和生殖器疥疮。性病学领域研究还包括软下疳、花柳性淋巴肉芽肿、腹股沟肉芽肿、乙型肝炎和巨细胞病毒感染。